# HAT-P-8
HAT-P-8は、ペガスス座の方角に約750光年の距離にある連星系である。

## 星系
2012年、ラッキー・イメージングによって、HAT-P-8から1秒離れた位置に、17等級の恒星が検出され、HAT-P-8が連星である可能性が示された。その後の観測によって、伴星候補は更に2つの恒星からなる連星で、元のHAT-P-8とも相互作用がある可能性が高いことがわかり、HAT-P-8は三重連星系と考えられるようになった。2つの伴星HAT-P-8 BとHAT-P-8 CはどちらもM型主系列星で、質量は太陽の2割程度と、低温で小さい恒星である。BとCの間の距離は、15AUと推定される。

## 惑星系
2008年、HATネットプロジェクトは、トランジット法によって太陽系外惑星HAT-P-8bが（主星の）周囲を公転していることを発見した、と公表した。この惑星は、ホット・ジュピターであると考えられている。
| 名称 （恒星に近い順） | 質量                  | 軌道長半径 （天文単位） | 公転周期 (日)         | 軌道離心率 | 軌道傾斜角      | 半径                |
| --------------------- | --------------------- | ----------------------- | --------------------- | ---------- | --------------- | ------------------- |
| b                     | > 1.52 +0.18 −0.16 MJ | 0.0487 ± 0.0026         | 3.0763776 ± 0.0000040 | 0          | 87.5 +1.9 −0.9° | 1.50 +0.08 −0.06 RJ |